# Виллем ван дер Заан (минный заградитель)
«Willem van der Zaan» — минный заградитель ВМС Нидерландов, последний голландский минный заградитель специальной постройки. Мог использоваться как учебный корабль, принимать на борт 40 курсантов.
13.5.1940 «Willem van der Zaan» ушел в Англию. В июне — июле 1940 года переоборудован в Портсмуте для приема британских мин (миновместимость уменьшилась до 90 штук).
13.11.1950 переклассифицирован в фрегат. В начале 1961 г. переоборудован в плавбазу тральщиков, с сентября 1963 года — несамоходную.